# Phaonia lamellata
Phaonia lamellata är en tvåvingeart som beskrevs av Fang, Li och Deng 1986. Phaonia lamellata ingår i släktet Phaonia och familjen husflugor.
Artens utbredningsområde är Sichuan (Kina). Inga underarter finns listade i Catalogue of Life.